# Stade international du Roi-Fahd
La cité sportive du Roi-Fahd (en arabe : مدينة الملك فهد الرياضية) est un stade à usage multiple situé à Riyad en Arabie saoudite. Il est principalement utilisé pour les rencontres de football et les compétitions d'athlétisme. Le stade dispose d'une capacité de 58 398 places.

## Histoire
Il a été construit en 1987 et nommé en l'honneur du roi Fahd Ben Abdel Aziz Al-Saoud.

## Évènements
- Coupe du monde de football des moins de 20 ans 1989
- Coupe des confédérations 1992
- Coupe des confédérations 1995
- Coupe des confédérations 1997
- Phase finale de la Coupe d'Asie des clubs champions 1999-2000
- Coupe arabe des nations de football 2012
- Crown Jewel (2019)
- Supercoupe d'Espagne de football 2021-2022
- Supercoupe d'Espagne de football 2022-2023
- Supercoupe d'Italie de football 2022
- Coupe d'Asie des nations de football 2027

### Concerts
- BTS World Tour Love Yourself (2019)